# Muhamed Mujić
Muhamed Mujić, född 25 april 1933 i Mostar, död 20 februari 2016 i Mostar, var en jugoslavisk fotbollsspelare.
Han blev olympisk silvermedaljör i fotboll vid sommarspelen 1956 i Melbourne.